# Chorizococcus psoraleae
Chorizococcus psoraleae är en insektsart som beskrevs av Mckenzie 1960. Chorizococcus psoraleae ingår i släktet Chorizococcus och familjen ullsköldlöss. Inga underarter finns listade i Catalogue of Life.